# Équipe de Chine de hockey sur gazon
L'équipe de Chine de hockey sur gazon est l'équipe représentative de la Chine dans les compétitions internationales de hockey sur gazon. 

## Palmarès

### Jeux olympiques[1]
- 2008 : 11e

### Ligue mondiale
- 2012-13 : 23e
- 2014-15 : 20e

### Jeux asiatiques
- 1990 : 5e
- 1994 : 8e
- 1998 : 6e
- 2002 : 5e
- 2006 :  2e
- 2010 : 5e
- 2014 : 5e

### Coupe d'Asie
- 1982 :  3e
- 1985 : 7e
- 1989 : 5e
- 1993 : 7e
- 1999 : 7e
- 2003 : 6e
- 2007 : 5e
- 2009 :  3e